# بانتشكولا
بانتشكولا رمزها «PK» (بالإنجليزية: Panchkula)‏ ، هو تقسيم إداري لدولة الهند تتبع ولاية هاريانا (بالإنجليزية: Haryana)‏ ، مركزها هو مدينة بانتشكولا (بالإنجليزية: Panchkula)‏ عدد سكانها حسب تعداد سنة 2001 هو 469,210 ، مساحتها 816 كم² وكثافة السكان 575 لكل كم² .